# 孔克南
孔克南（英語：Kong Kenan），DC漫画超级英雄，由杨谨伦和维克多·达诺维奇共同创造。

## 简介
孔克南身份为中国人，最初登场于《New Super-man》（2016年7月13日），在东方明珠塔的实验室接受改造后获得惊人的能力。
孔克南是个小混混，体型上有点小胖，整天欺负富二代李鑫，并且抢李鑫的东西吃喝。
孔克南成为超人时因为风险很大所以后悔，但已经晚了。在改造期间还经历了母亲的坠机现场。在改造结束后，孔克南不想控制自己的超能力。因此改造孔克南的欧门博士呼叫中国版蝙蝠侠王柏喜和中国版神奇女侠鹏黛蓝来对其进行制止。
孔克南身披黑色披风，服装色调以大红为主，肩膀处印有五星，胸口的印章“S”也与超人不同。
创造人杨谨伦称角色灵感源于孙悟空，原先想把角色名为孔恳记，因为作者认为孔恳记跟大超的名字“克拉克-肯特”发音对应。但后来收到了一些来读者的反馈，称这个名字跟与日本常见名“恳记”混淆，因此将名字改为孔克南，“克”代表“克服”、“南”则是难的谐音。

## 关联人物
- 李鑫
  - 富二代，孔克南的欺负对象，被蓝秃鹫抓走。[2]
- 蓝秃鹫
  - 反派，专门对付有钱有权的人，盯上富二代李鑫并将其抓走。[2]